# Gyűrűs
Gyűrűs è un comune dell'Ungheria di 102 abitanti (dati 2001). È situato nella contea di Zala.